# Francesc Casas i Sala
Francesc Casas i Sala   (Manresa, 24 de gener de 1896 - província de Terol, 1 d'agost de 1936) fou un advocat i polític català.

## Biografia
Fill d'una família benestant, cursà els seus estudis al Col·legi de Sant Ignasi regentat llavors pels Germans Maristes. Anà a Barcelona on a la Facultat de Dret obtingué el títol d'advocat.
Inicià la seva professió a Manresa l'any 1921 i poc després es trasllada a Barcelona, on els primers anys participa en el torn d'ofici. Des de 1925 centra la seva activitat en assumptes sindicals. En 1926 és desterrat a Alcalà de Xivert per fer costat a la Junta de Govern del Col·legi d'Advocats de Barcelona front el govern de Primo de Rivera. Durant l'època del pistolerisme a Barcelona, es posà la toga per defensar les víctimes d'aquelles sagnants repressions. També com a advocat, col·laborà en la defensa dels consellers municipals de Manresa empresonats arran dels fets del Sis d'octubre del 1934.
Col·laborà al setmanari L'Om i després al diari El Dia.
Actiu en la vida política des de 1930, a les acaballes del regnat d'Alfons XIII estava adscrit al republicanisme federal, i des de 1931 al federalisme radical d'Eduardo Barriobero. En 1932 es trasllada a Acció Republicana, partit liderat per Manuel Azaña, bé per oportunisme polític o bé per cansament dels postulats radicals anteriors; i a principis de 1933 és elegit president d'Acció Republicana de Castelló, coincidint amb l'obertura d'un segon despatx d'advocats a Castelló.
En 1934 es va produir la creació d'Esquerra Republicana del País Valencià, mitjançant la fusió d'Acció Republicana de Castelló, encapçalada per Matías Sangüesa i el mateix Casas Sala, que constituïa el sector majoritari del nou partit, els radicalsocialistes independents seguidors de Marcel·lí Domingo de Castelló, i els valencianistes republicans del Grup Valencianista d'Esquerra, liderats per Gaietà Huguet. Casas Sala fou elegit president del partit.
El partit formava part de l'Izquierda Republicana estatal. No obstant això, va tenir una vida inestable fruit de la representativitat dels diferents grups que en componien la direcció i els òrgans d'expressió, la relació amb el partit estatal i el major o menor valencianisme.
Al desembre de 1935, el sector valencianista liderat per Huguet i Miquel Peña va aconseguir que la direcció estatal destituís a Casas Sala i creés una gestora dominada pel sector valencianista. No obstant això, Casas Sala va ser aviat recuperat per la direcció estatal i el gener de 1936 Esquerra Republicana es va constituir com a tal a Castelló sota el lideratge de Casas Sala i Sangüesa amb el sector majoritari del partit.
A les eleccions generals espanyoles de 1936, després d'una forta lluita interna per aconseguir ser nomenat candidat, sortí elegit en representació d'Izquierda Republicana com a Diputat a Corts per la circumscripció de Castelló de la Plana. Tot i que continuà residint habitualment a Barcelona, desplegà una gran activitat en defensa dels interessos de la seva circumscripció, com ara l'estudi i tramitació parlamentària d'ambiciosos projectes de regadiu per a la zona. L'esclat de la guerra civil ho paralitzà tot.
A l'inici de la guerra entomà la decisió de ser el responsable polític de la Columna Casas Sala, formada per milicians voluntaris i guàrdies civils, dirigida pel coronel de carrabiners Hilario Fernández Bujada, el comandant de la guàrdia civil Francisco Ríos Romera, el capità Luis Sirera Tío i el tinent Joaquín Osset Merle, que sortí de Castelló cap al front de Terol. En arribar a la localitat de La Pobla de Valverde, els guàrdies civils van rebel·lar-se, van fer una matança de milicians i republicans locals i es passaren al bàndol franquista. Francesc Casas Sala fou fet presoner i executat per l'exèrcit franquista l'1 d'agost de 1936, l'endemà d'un consell de guerra sumaríssim, realitzat sense les mínimes garanties processals per a l'acusat, en el qual ell mateix va assumir la seva pròpia defensa amb gran eloqüència i dignitat. Va morir cridant "Visca la República".
Després de la seva mort, la ciutat de Barcelona li va dedicar un carrer com a homenatge a la seva memòria. En finalitzar la guerra, les autoritats franquistes van tornar a canviar el nom del carrer tot reposant l'anterior: Duc de la Victòria, en honor del general Baldomero Espartero. Des de 1980 s'anomena carrer del Duc.